# Michel Bavastro
 (décembre 2018).
Si vous disposez d'ouvrages ou d'articles de référence ou si vous connaissez des sites web de qualité traitant du thème abordé ici, merci de compléter l'article en donnant les références utiles à sa vérifiabilité et en les liant à la section « Notes et références ».
Michel Bavastro, né le 28 décembre 1906 à Nice où il est mort le 1er mars 2008,,, est un journaliste français et l'un des fondateurs du journal quotidien Nice-Matin en 1945. Il fut, également, le PDG de ce même journal durant 47 ans. Il était surnommé "Le Cobra".

## Biographie
Il est le père de l'ancienne speakerine Claire Avril.